# Guillaume de Lamboy

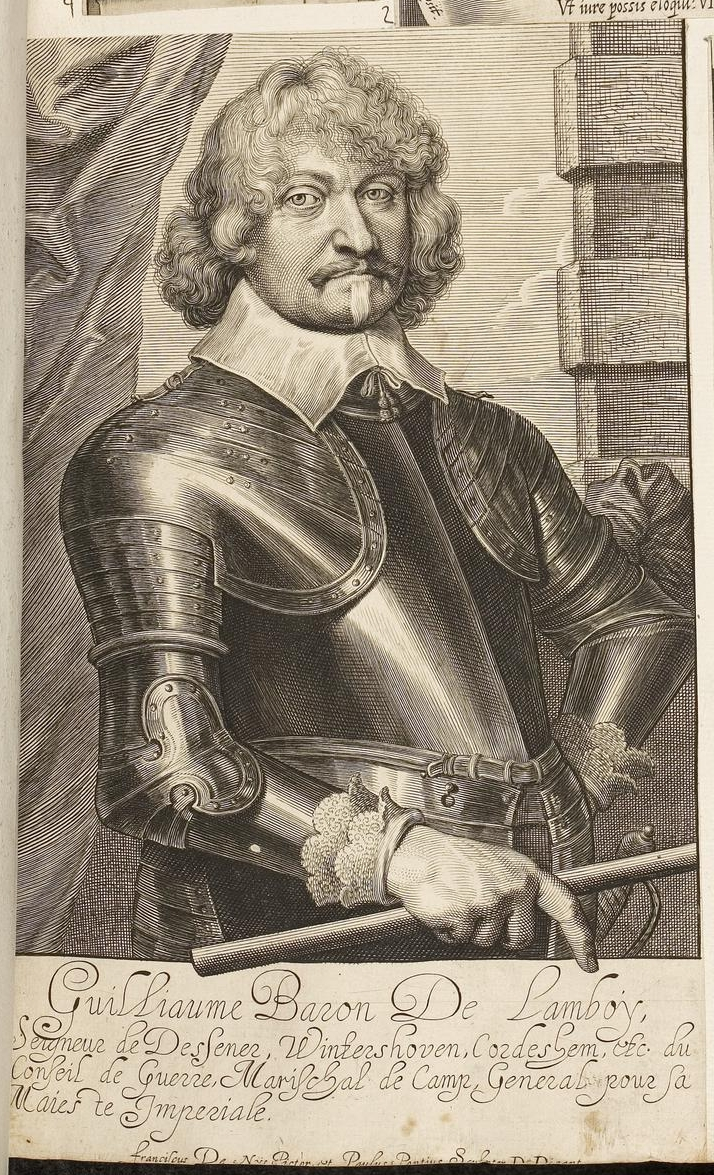
Guillaume Baron de Lamboy, Porträt aus dem 17. Jahrhundert

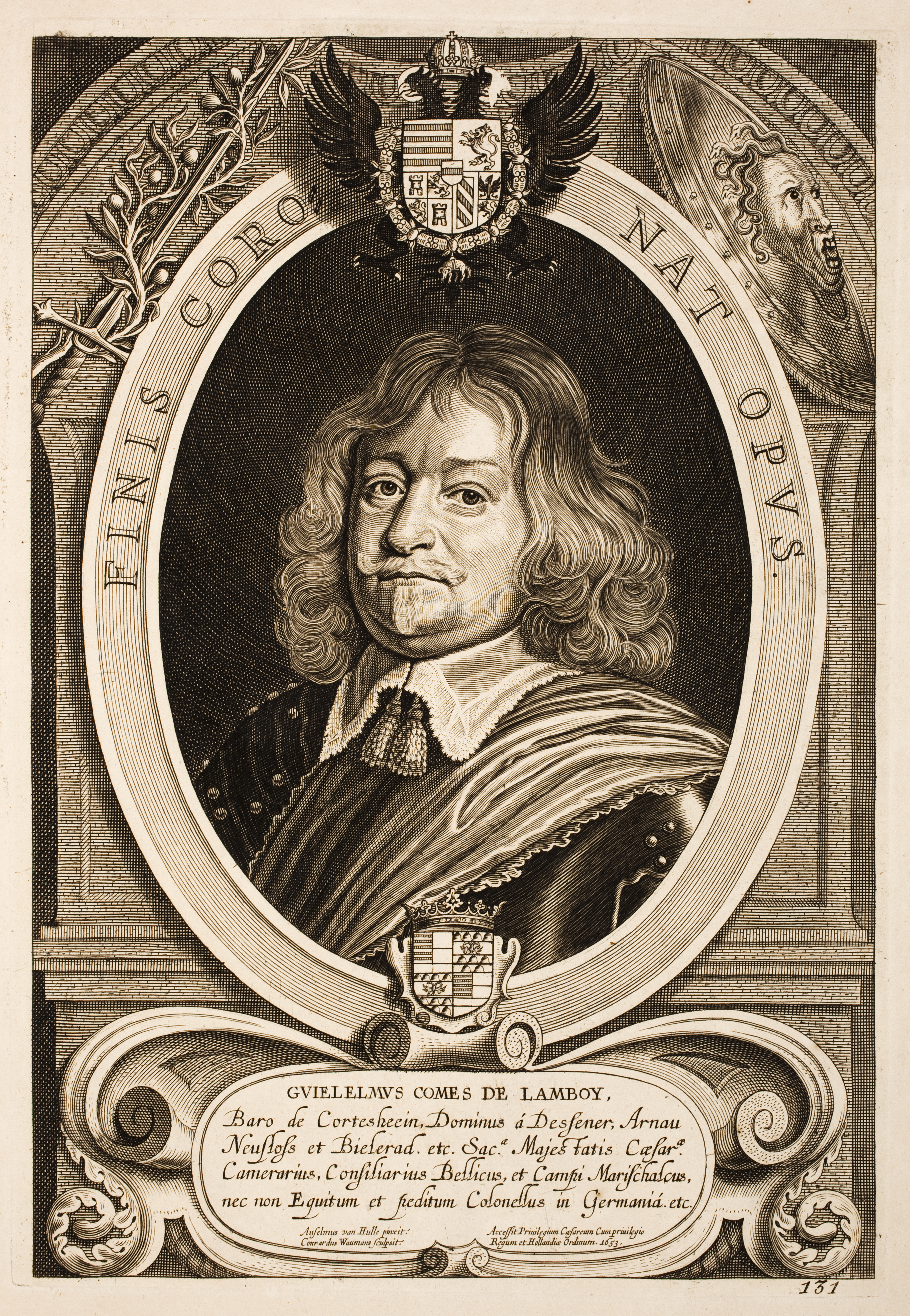
Guielelmus comes de Lamboy, Anselmus van Hulle: Les hommes illustres qui ont vécu dans le XVII. siecle, 1648

Guillaume de Lamboy (* um 1590, vermutlich in Flandern; † 12. Dezember 1659 auf Schloss Dimokur in Böhmen; auch Graf Wilhelm von Lamboy) war ein kaiserlicher Heerführer und General im Dreißigjährigen Krieg. Er versuchte 1636 vergeblich, Hanau zu erobern, war mehrere Jahre Befehlshaber kaiserlicher Hilfstruppen für die Spanier in den Südlichen Niederlanden und zuletzt Kommandant der Westfälischen Kreisarmee.

## Leben und Wirken

### Familiäre Abstammung und Verbindungen
Guillaume (Wilhelm) de Lamboy stammte aus einem südniederländischen Geschlecht. Er war Herr der heute zu Belgien gehörenden Ländereien Kortessem (Gemeinde der Flandern-Provinz Limburg), Desseneer (vermutlich Ort bei Kortessem), Wintershoven (heute Teilgemeinde von Kortessem) und Croonendaal (heute Groenendaal, ein ca. 80 ha großes Waldgebiet bei Heemstede). Er gehörte zur Ritterschaft des Hochstifts Lüttich. 1634 wurde er in den Freiherrenstand erhoben, 1649 wurde er Reichsgraf.
Guillaume de Lamboy war mit Sybilla von Boyneburg Bemmelburg, Freiin von Hohenberg († 1687), Tochter des Johann von Bemmelburg zu Boyneburgk, auf Erolzheim und Marktbissingen, Statthalter von Innsbruck und der Catharine Gräfin von Montfort, verheiratet. Sybilla ist als Gräfin Lamboy 1655 Stifterin des Ursulinenklosters in Prag. Das Allianzwappen Lamboy Boyneburg befindet sich über der Toreinfahrt des Kasteel Dessener unweit Maastricht/Belgien. Aus der Ehe stammen neben vier Töchtern der Sohn Johann de Lamboy († 1669). Dieser Zweig der Familie erlosch bereits 1683. Guillaume de Lamboys Schwester war die Äbtissin Anna Catharina de Lamboy (* 1609; † 1675), die der Abtei von Herkenrode in Hasselt (Belgien) vorstand. Sein Bruder Georg († 1641) diente ebenfalls in der kaiserlichen Armee und stieg bis zum Obristen und Inhaber eines Regiments auf.

### Militärische Karriere
Seine militärische Ausbildung absolvierte er in den spanischen Niederlanden. Nach Deutschland gelangte er, als er unter dem kaiserlichen General Bucquoy zu Beginn des Dreißigjährigen Krieges nach Böhmen zog. In der Schlacht bei Lützen am 16. November 1632 befehligte Lamboy als Oberst ein Reiterregiment, geriet jedoch schwer verwundet in schwedische Kriegsgefangenschaft. Nach einem Gefangenenaustausch wurde Lamboy für seine Tapferkeit in der Schlacht von Lützen von Kaiser Ferdinand II. mit einem Landgut in Böhmen belohnt und mit einem Handschreiben geehrt.
Lamboy blieb im Heer Wallensteins und gehörte am 12. Januar 1634 zu den Unterzeichnern des ersten Pilsener Reverses. Noch am 19. Februar unterschrieb er auch den Zweiten Pilsener Revers, sagte sich jedoch kurz darauf von Wallenstein los und wurde nach dessen Absetzung zum Generalquartiermeister ernannt und zusammen mit seinem Bruder Georg in den Reichsfreiherrnstand erhoben. Nach der Schlacht bei Nördlingen (6. September 1634) blieb er mit seinen Truppen im Bereich der oberen Maingegend und nahm Kulmbach sowie nach mehrmonatiger Belagerung die Veste Coburg durch einen gefälschten Brief ein.

### Die Belagerung Hanaus

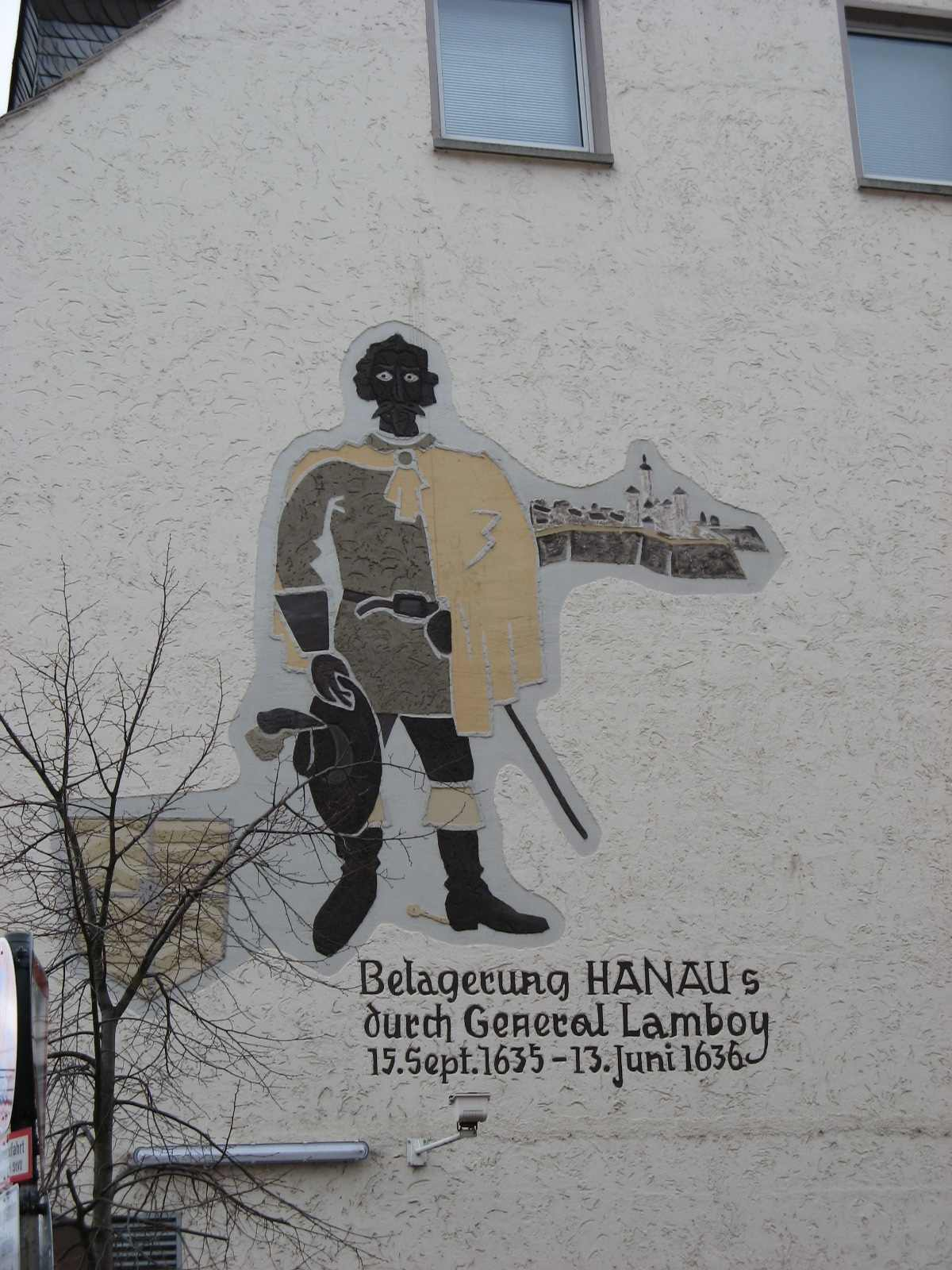
Daten der Belagerung Hanaus an einer Hauswand in der Hanauer Lamboystraße

Die Festung Hanau bildete einen strategisch wichtigen Punkt, der weiterhin schwedisch besetzt war. Er sollte durch kaiserliche Truppen eingenommen werden. Im September 1635 begann unter Oberst Götz die Belagerung und wurde mit de Lamboys Eintreffen wenig später als strenge Blockade, die über ein Jahr dauerte, fortgeführt. Das Hauptquartier der kaiserlichen Truppen lag auf der südlichen Mainseite im Steinheimer Schloss. Insgesamt wurde Hanau von einem Gürtel aus zwanzig Schanzen, die durch Laufgräben verbunden waren, eingeschlossen. Zudem wurde je eine Brücke über Main und Kinzig geschlagen. Der schottische General Ramsay in schwedischen Diensten verteidigte mit seinen Truppen die Stadt, konnten jedoch nicht verhindern, dass der Blockadering sich enger zog.
Die lange Zeit der Blockade und der Mangel an Nahrungsmitteln führten zu Krankheiten und Seuchen, die eine hohe Zahl an Opfern unter den Einwohnern, den Flüchtlingen sowie den Angehörigen des Militärs forderten. Im gesamten Zeitraum wurden zwischen de Lamboy und Ramsay Verhandlungen wegen der Übergabe der Stadt geführt. Da de Lamboy jedoch die Übergabe Hanaus auf „Gnade und Ungnade“ verlangte, weigerte sich Ramsay zu kapitulieren. Die eingeschlossenen Truppen erhielten am 13. Juni 1636 durch ein hessisch-schwedisches Heer unter der Führung des Landgrafen Wilhelm V. von Hessen-Kassel Verstärkung. Da die von General Gallas versprochene Unterstützung durch kaiserliche Truppen nicht eintraf, konnte Lamboy den Einschließungskreis nicht mehr halten und musste sich über den Main zurückziehen.
Die meisten Schanzen wurden von dem schwedisch-hessischen Entsatzheer gestürmt und eingenommen. Zu nennenswertem Widerstand der Kaiserlichen kam es nur in der südöstlich der Stadt gelegenen Morastschanze, die schließlich in aussichtsloser Lage durch den Oberstwachtmeister von Buddingen gesprengt wurde. Hieraus entwickelte sich später die Hanauer Sage, Lamboy habe sich nach missglückter Belagerung, auf Pulverfässern sitzend, im Lamboywald (Teil der Bulau), in die Luft gesprengt.

### Weiterer militärischer Weg
Noch im selben Jahr, 1636, nahm Lamboy an Gallas’ Frankreichfeldzug teil. Mit der Reiterei vorausgeschickt, vereinigte er sich mit dem Heer Karls von Lothringen in Burgund. Dort hoben sie im August die Belagerung von Dole durch Henri II. de Bourbon-Condé auf und drangen bis nach Dijon vor. Dort stellte sich ihnen Herzog Bernhard von Sachsen-Weimar in den Weg, vor dem sie sich zurückzogen, um sich mit Gallas’ restlichem Heer zu vereinigen. Eine erneute Offensive ab dem 20. Oktober 1636 sollte jedoch erfolglos bleiben und musste unter hohen Verlusten abgebrochen werden. In den nächsten Jahren kämpfte Lamboy in den Niederlanden und erzielte im Juni 1640 während der Belagerung von Arras und am 6. Juli 1641 in der Schlacht von La Marfée in der Nähe Sedans glänzende Siege. Bei La Marfée unterstützte Lamboy die aufständischen französischen Adligen Frédéric-Maurice de La Tour d’Auvergne, Herzog von Bouillon, und Louis de Bourbon, comte de Soissons. Die Verbündeten besiegten das Heer der französischen Krone unter Gaspard III. de Coligny, Lamboy wandte sich im Anschluss nach Westen, wo er Donchery eroberte. Das Herannahen eines weiteren französischen Heeres zwang ihn aber, sich nach Norden zurückzuziehen und sich mit dem Heer des Kardinalinfanten zu vereinigen. Aus Flandern an den Niederrhein zurückgerufen, verlor er im Januar 1642 sein in den vorherigen Jahren erworbenes Ansehen in der Schlacht auf der Kempener Heide bei St. Tönis (in der Nähe von Krefeld), in der seine Truppen der neu gebildeten Armee unter der Führung von Jean Baptiste Budes de Guébriant unterlagen, dabei geriet Lamboy erneut in Gefangenschaft. Diesmal wurde er erst nach über einem Jahr ausgelöst und stand ab 1643 wieder in spanischen Kriegsdiensten.

### Oberbefehl in Westfalen
Erst 1645 kehrte Lamboy zeitweise auf den deutschen Kriegsschauplatz zurück, um 8000 Mann anzuwerben, die er Piccolominis Heer in den spanischen Niederlanden als Verstärkung zuführte. Am 15. November 1645 wurde Lamboy der Titel eines kaiserlichen Feldmarschalls verliehen, es sollte jedoch bis Mai 1647 dauern, bis er auch ein Kommando über kaiserliche Truppen erhielt. Als Nachfolger Melanders wurde Lamboy Kommandant der Streitkräfte im Westfälischen Reichskreis und damit verantwortlich für die Verteidigung Westfalens und Kurkölns gegen schwedische und hessische Truppen. Lamboy fiel mit seinem Heer im August 1647 in Ostfriesland ein, um die Truppen Königsmarcks abzulenken, die Paderborn bedrohten. Königsmarck folgte tatsächlich Lamboy, der an die Ems zurückkehrte, wo sich beider Armeen bei Rheine fast zwei Monate lang gegenüberstanden. Als Königsmarck der Proviant ausging, zog er am 30. Oktober ab, um die von den Kaiserlichen in Ostfriesland gewonnenen Orte zurückzuerobern. Lamboy wandte sich dagegen nach Süden, um im neutralen Herzogtum Jülich zu überwintern. Dort angekommen, eroberte er noch Düren und legte die Truppen anschließend in die Winterquartiere.
Im nächsten Jahr wollte Lamboy mit seinen Truppen das Hochstift Hildesheim besetzen, auf dem Weg dorthin traf er bei Lippstadt auf den hessischen Feldherrn Johann von Geyso, den er am 1. März 1648 in das nahe, stark befestigte Geseke zurückdrängen konnte. Geseke wurde von den Kaiserlichen mehrere Wochen belagert, bis eine kleine hessische Armee unter Ernst von Hessen-Kassel zum Entsatz anrückte. Geyso konnte bei dieser Gelegenheit mit seiner Reiterei aus Geseke entkommen, während Ernst von Hessen-Kassel von Lamboys Truppen gefangen genommen wurde. Als ein weiterer Sturmangriff auf Geseke abgewehrt werden konnte, hob Lamboy die Belagerung auf und zog sich an den Rhein zurück. Am 14. Juni 1648 traf Lamboy bei Grevenbroich erneut auf Johann von Geyso und dessen hessische Streitmacht. In der Schlacht bei Wevelinghoven, einer der letzten Feldschlachten des Dreißigjährigen Krieges, wurden Lamboys Truppen trotz anfänglichem Erfolg nach fünfstündigem Kampf vernichtend geschlagen. Die Infanterie Lamboys wurde fast vollständig aufgerieben, während er selbst mit den Resten der Reiterei nach Zons entkommen konnte. In kurzer Zeit stellte Lamboy wieder ein Heer auf, dass nun jedoch gegen einen zahlenmäßig überlegenen Feind defensiv vorgehen musste. Er konnte nicht verhindern, dass Geyso im September die Stadt Düren nach Belagerung einnahm. Es gelang Lamboy jedoch vor Verkündigung des Westfälischen Friedens noch, durch Scheinbewegungen in Richtung Kassel das belagerte Paderborn zu entsetzen, und zusätzlich Proviant und frische Truppen in die Stadt zu führen. Nach dem Entsatz von Paderborn am 17. Oktober zog Lamboy nach Höxter an die Weser, wo ihn die Nachricht vom Frieden erreichte.

### Die letzten Jahre
Wilhelm von Lamboy, den Kaiser Ferdinand III. 1649 in den erblichen österreichischen Grafenstand erhoben hatte, kehrte nach dem Westfälischen Frieden zusammen mit seiner Familie auf seine böhmischen Güter zurück.
Bis zu seinem Tod war Lamboy ein heftiger Kämpfer für die Gegenreformation und erreichte mit der Hilfe von Jesuiten und Dragonern, dass seine protestantischen Untertanen wieder zum katholischen Glauben übertraten.

## Sonstiges
Der östlichste Vorort von Hanau ist nach Guillaume de Lamboy benannt. (Siehe Hanau-Lamboy)
Anlässlich der Befreiung Hanaus am 13. Juni 1636 durch die hessisch-schwedischen Truppen wird jedes Jahr in Hanau (in der Regel am zweiten Juniwochenende) das Lamboy-Fest gefeiert. Es gehört damit zu den ältesten Volksfesten Deutschlands.